# Tónia Sotiropoúlou
Antonía Sotiropoúlou (grec moderne : Αντωνία Σωτηροπούλου), plus connue sous le nom de Tónia Sotiropoúlou (Τόνια Σωτηροπούλου), née en 1987 à Glyfáda, est une actrice grecque vivant en Grande-Bretagne.

## Vie privée
En octobre 2021, Sotiropoulou a épousé l'auteur-compositeur-interprète grec Kostis Maraveyas, également connu sous son nom de scène Maraveyas ilegál .

## Filmographie

### Cinéma
- 2007 : Cool
- 2012 : Berberian Sound Studio
- 2012 : Skyfall de Sam Mendes : la petite amie de Bond en Turquie
- 2014 : Hercules : Vixen